# Лоран Гарньє

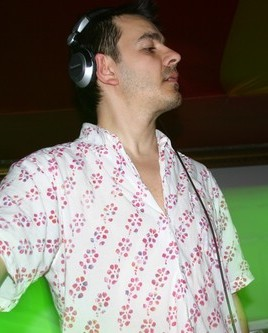
2006 рік

Лора́н Гарньє́ (фр. Laurent Garnier, народився 1 лютого 1966 р. в Булонь-Біянкур, недалеко від Парижа) — французький техно-музикант, продюсер та діджей, співзасновник лейблу F-Communications, радіоведучий.

## Дитинство
Лоран Гарньє народився 1 лютого 1966 р. в передмісті Парижа. Його батько торгував на ярмарку, а мати була перукарем. Атракціони були справжньою сімейною справою, якою родина Гарньє займалася майже сто років. Все дитинство Лоран провів у роз'їздах. Він навіть працював деякий час у свого батька продавцем квитків.

З семи років Лоран цікавився нічним життям і модою. Дуже часто він влаштовував «вечірки» у власній кімнаті. Вже тоді завдяки другу батька, який очолював найбільший лейбл CBS, Лоран отримував рідкісні альбоми та сингли на вінілі.
Наприкінці 70-х старший брат почав брати Гарньє з собою в паризькі клуби. Тоді Лоран зрозумів, що його покликання у житті - музика та нічне життя. Його також цікавив зв'язок між музикою і модою. Незабаром він зміг зануритися і в світ моди, підробляючи в перукарні своєї матері.
До 16 років Лоран відкрив для себе музичне програмування. Він почав поступово консультуватися у діджеїв. Зібравши кілька невеликих мікрофонів в імпровізованій домашній студії, Лоран став записувати танцювальні треки, які потім об'єднував в ланцюжок, виробляючи свій власний стиль.
У цей час батьки занепокоїлися, що їх син не зможе забезпечити себе, і наполягали, щоб він пішов вчитися. Лоран поступив на дворічні курси ресторанної справи. У 18 років (1984 р.) він залишив домівку і пішов працювати офіціантом у французькому посольстві в Лондоні. Через півтора року Гарньє переїхав до Манчестера.

## Перші спроби у музиці
Через кілька місяців після приїзду в Манчестер Лоран став працювати діджеєм. У 1987 р. музикант почав грати на вечірках «Zumbar» в одному з найвпливовіших клубів Англії «Hacienda», який був центром танцювального життя Манчестера. Саме в «Hacienda» Гарньє познайомитися з резидентом клубу Майком Пікерінгом (Mike Pickering), майбутнім фронтменом знаменитого колективу M People. Разом з ним Лоран, який виступав у клубі під псевдонімом DJ Pedro, почав змішувати чикаго хауз та детройт техно. Гарньє - перший європеєць, який грав американський хауз на території Британії. Його напрацювання в «Hacienda» надихнули The Stone Roses і Happy Mondays на додавання ритмів хауза в рок-музику.
Саме в цей період у Гарньє були проблеми з наркотиками. Прибувши до Великої Британії і влаштувавшись на роботу, він почав серйозно вживати амфетаміни. Через це став сліпнути, втрачати свідомість і пам’ять. Через деякий час Лоран зміг відмовитись від наркотиків. На сьогоднішній день Гарньє одружений (весілля відбулося в 1997 р.) і має сина, якого назвали Артуром, на честь знаменитого нью-йоркського звукорежисера Артура Бейкера.
У 1988 році Лоран покинув Манчестер та поїхав до Франції, щоб відслужити в армії. Відразу після армії вирушив до США. Тут Гарньє потрапив на танцювальну сцену Нью-Йорку, яку очолював Френкі Наклз (Frankie Knuckles), винахідник хауз-музики.

Наприкінці 80-х рр. Лоран Гарньє вирішив повернутися до Франції, аби розвивати клубну музику. У 1990 р. Гарньє записує у Парижі під псевдонімом French Connection трек «Who cares?».

У столиці він грає у клубах «Le Palace» та «Le Boy». Через декілька місяців Гарньє став найпопулярнішим діджеєм Парижу. Лоран постійно продовжує відкривати для себе нові тенденції: техно, транс, гоа, ембієнт, хауз, джангл і диско.
Незабаром Гарньє став отримувати призи і титули, його обирали найкращим діджеєм кілька років поспіль. Реакція британської преси після треків «Acid Eiffel» і «Wake Up» на вечірках у Rex Club (Париж) та l'An-fer (Діжон) була миттєвою. «Wake Up», назва якого походить від назви знаменитих техно-вечірок, які Гарньє влаштовував в клубі Rex, потрапив у національний хіт-парад. «Acid Eiffel», у свою чергу, випустив Детройтський техно-лейбл Transmat у США.

Саме ці роботи проклали шлях для серії альбомів. Лорана Гарньє називають не просто талановитим діджеєм, а й обдарованим музикантом. Крім власних семплів він створює ремікси з творів таких відомих авторів, як Мобі або Жан-Мішель Жарр.

## F-Communications
У 1994 р. разом з Еріком Мораном (Eric Morand) Лоран Гарньє створює лейбл F-Communications. Вони відкрили такі імена, як St. Germain, Llorca, Jori Hullkonen, Mr. Oizo. У каталозі лейбла можна відшукати всі жанри і підстилі електронної музики: діп-хауз, техно, електро, ейсид-джаз, ембієнт, навіть хардкор. На всіх релізах лейбла є слоган "Електронна музика без кордонів".
Лоран познайомився з Еріком у 1991 р. Моранд працював у найбільшому французькому лейблі FNAC. Через деякий час Гарньє, перший музикант танцювального напрямку, теж уклав контракт з цим лейблом. Але співпраця Гарньє і FNAC була недовгою. У 1992 р. закладаються основи майбутнього F-Communications, коли Моранд і Гарньє знайомляться з Людовиком Наварре (відомішим своїм проектом St. Germain) і ще одним французьким техно-музикантом Shazz. F-Communications відкрили у квітні 1994 р.

Першим релізом лейбла був трек, записаний спільними зусиллями Гарньє з німецьким діджеєм Паскалем. Проект називався Desert Storm, а трек - "Dune". Дебютний альбом Людовика Наварре "Boulevard", який той записав під псевдонімом St. Germain, був одним з найважливіших релізів лейблу. Наварре, отримавши дуже вигідну пропозицію від відомого джазового лейбла Blue Note, незабаром покинув F-Communication. Пізніше славу «нового St. Germain» заслужив Llorca, який випустив альбом "Newcomer".

Всі альбоми Лорана Гарньє, окрім останніх, виходили на лейблі F-Communication. Лейбл зробив відомими таких виконавців як Mr Oizo, St Germain, Jori Hulkkonen, AlexKid and Scan X.
У 2009 р. F-Communications призупинив свою діяльність.

## Альбоми

##### Перші успішні альбоми
У жовтні 1994 р. Гарньє випустив дебютний альбом під назвою «Shot in the Dark». Альбом розійшовся в кількості 70000 копій в 20 країнах. Відразу після виходу Гарньє запрошують виступити в програмі «Peel Sessions» на BBC Radio 1.
Молодий діджей робить фурор на British Dance Music Awards, отримавши вищу оцінку в категоріях «Найкращий діджей», «Найкращий музикант/продюсер», «Найкращий лейбл» (лейбл F-Communication) і «Найкращий клуб» (вечірки «Wake Up» в паризькому клубі Rex). У цьому ж році Лоран виграє в номінації «Найкращий закордонний діджей» на думку англійського журналу Muzik.

У 1996 р. на лейблі Never Records випускає альбом для Сполучених Штатів Америки «Raw Works».
У квітні 1997 р. виходить другий альбом музиканта «30» (названий на честь 30-річчя). Альбом записаний в домашній студії Гарньє Wake Up Lab, розташованій на околицях Парижа. Цього разу він експериментує з джазом, репом, фанком і реггі (трек «For Max»). У «30» увійшов один з найбільш продаваних синглів «Crispy Bacon» (пізніше став саундтреком до фільму «99 франків»). Також Гарньє намагався поєднати свою любов до моди і музики. Він регулярно працює над саундтреками до показів модельєрів Kenzo та Jean Charles de Castelbajac. За «30» Гарньє отримує премію «Музичні перемоги», а 20 лютого 1998 р. на Victoires de la Musique стає лауреатом в номінації «Найкращий французький танцювальний альбом року». Організатори церемонії вперше включили категорію «танцювальна музика» у голосування. Під час церемонії він виконав наживо «Acid Eiffel» за підтримки скрипки і перкусії.

У вересні 1998 р. Лоран виступає на головній арені першого паризького техно-фестивалю перед 100000-ю аудиторією, де відпрацьовує на 12-годинному техно-марафоні "Minuit/Midi".

##### Світова популярність
У травні 1998 р. Лоран влаштував міні-тур, взявши участь у всіх великих техно-та електро-подіях літа, включаючи фестивалі Sonar у Барселоні, Astropolis в Британії і Boréalis в Монпельє. 17 вересня Гарньє в концертній залі Olympia в Парижі в компанії 14 танцюристів і музикантів вперше грав власну музику вживу.

|  | Я не вважаю себе діджеєм, я граю музику! Справа у тому, що техно зараз стало загальноприйнятим напрямком. Воно проникає в інші стилі – так само як джаз, наприклад, просочується у техно. Техно – це чітка територія на карті музичного світу, але я живу далеко не лише на ній. |

У цьому ж році він випускає «Early Works» - компіляцію ранніх робіт. Він гастролює у США, Японії, Австралії, Європі.

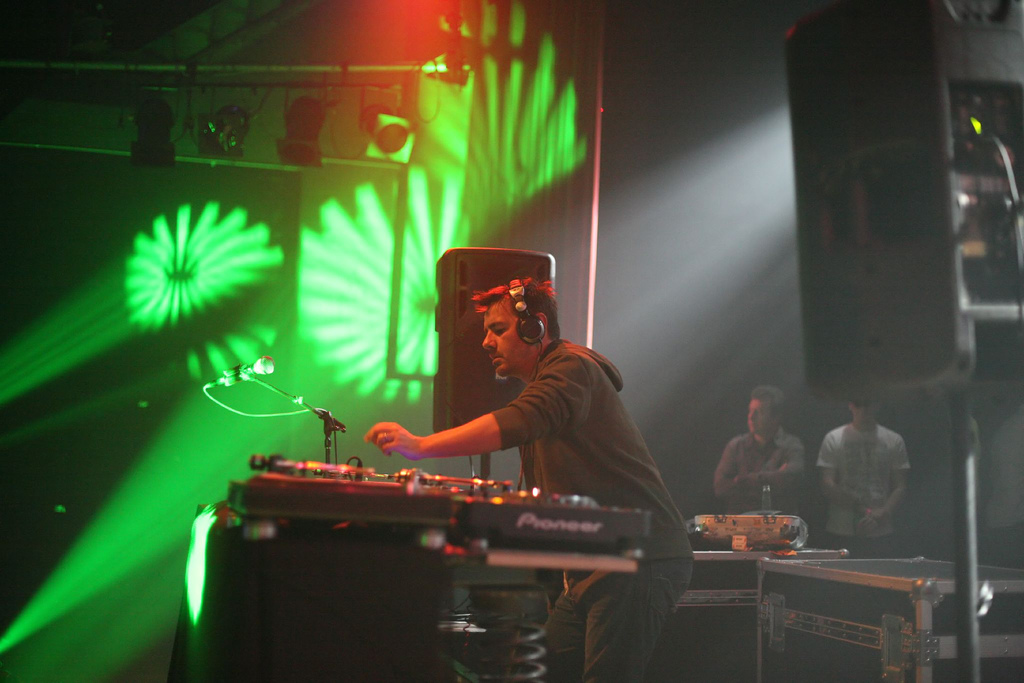
Лоран Гарньє у Мельбурні

У лютому 2000 р. Лоран створює альбом «Unreasonable Behaviour». У нього увійшла одна з найпопулярніших композицій «The Man with the Red Face». Трек був названий на честь Філіппа Надо (Philippe Naudaud) – саксофоніста, який брав участь у живих виступах Гарньє, і чиє обличчя під час гри ставало червоним від напруги. Паралельно Гарньє відкриває власний сайт в інтернеті. «Unreasonable behaviour» привернув увагу світової музичної преси. До цього такої уваги удостоювався лише Квентін Дюпьє (відоміший під псевдонімом Mr. Oizo) зі своїм хітом "Flat Beat", який продався у величезній кількості.
Восени 2003 р. лейбл F-Communications випустив реліз «Excess Luggage», що представляє міні-ретроспективу творчості Лорана Гарньє. Це збірка з п'яти міксів, записаних в період між травнем 1998 р. і травнем 2002 р.
У 2004 р. разом з Джеффом Міллсом влаштовує спільний європейський тур "Expect the unexpected".

##### Студійні альбоми
У 2005 р. з'являється перший студійний альбом «The Cloud Making Machine», записаний разом з норвезьким джазовим піаністом Буге Вессельтофтом (Bugge Wesseltoft) та туніським співаком Дхафером Юсефом. У 2006 р. – «Retrospective 1994 – 2006» - підбірка найкращих власних робіт, реміксів та композицій, які раніше не звучали. У концертній залі Лувра Гарньє виступає з програмою "Duos Ephemeres".

У 2007 р. випускає концертний альбом «Public Outburst» - збірку, до якої увійшли авторські треки та ремікси, а також фрагменти живих виступів Гарньє з Вессельтофтом та Бенджаміном Ріппертом (Benjamin Rippert). Диск включає 7 треків, два з яких - «63» и «The Battle» - раніше не публікувалися, а також два відео-фрагменти на окремому диску.
У 2009 р. на лейблі [PIAS] Recordings виходить альбом «Tales Of A Kleptomaniac». У створенні альбому взяли участь інструменталісти Філіпп Надо та Бенджамін Ріпперт, які вже допомагали у "Public Outburst". На підтримку альбому Лоран Гарньє почав світове турне. «Tales Of A Kleptomaniac» виявився одним з найбільш успішних. 13 березня 2010 р. музикант завершив турне концертом у залі Плейєль. DVD вийшов у 2011 р.

## Електрошок
У 2003 р. видавництво Flammarion опублікувало автобіографічну книгу Лорана Гарньє «Електрошок» (фр. Electrochoc). Книга написана в співавторстві з журналістом Давидом Брен-Ламбером (David Brun-Lambert), який не мав жодного стосунку до техно-бізнесу.
Музикант розповідає епічну історію техно-культури через власний досвід та спогади. Книга відображає клубне життя Європи і Америки, ключові моменти, культові постаті, а також стилі хауз, техно, транс, хардкор, нью-біт, хіп-хоп, секрети майстерності діджея. «Електрошок» стала хітом, була перекладена іспанською, німецькою, японською та хорватською мовами.
У листопаді 2005 р. Видавничий Дім «Флюїд» випустив книгу російською мовою. 29 жовтня 2005 р. в Москві відбулася презентація російського видання, де крім самого Лорана Гарньє були присутні Крістіан Поле (директор клубу Rex) і Ерік Моран. Також Лоран Гарньє відіграв спеціальний шестигодинний мікс в клубі "Місто" (Москва).
У 2011 р. англійською мовою був створений цифровий реліз книги «Електрошок». За мотивами автобіографії написано сценарій, за яким планують знімати повноцінний фільм.

## Діджей на радіо
Мати власне радіо – дитяча мрія Лорана. У 14 років він брав участь в організації піратської радіостанції "Radio Teenager". Він записував з інших піратських станцій треки англійських і американських музикантів і програвав у себе в шоу. Пізніше Лоран був програмним директором паризького радіо "Nova", після чого пішов з цієї посади, оскільки станція поміняла орієнтири на більш комерційну музику.

Музична еклектика складає основу ефірів Лорана Гарньє на радіо. На початку 90-х рр.. музикант став працювати на Radio FG, Maxximum та Radio Nova, де він протягом 18 років залишався важливим елементом. У 2003 р. він створив власне радіо у мережі інтернет, яке працює 24 години на добу. PBB розшифровується як Pedro’s Broadcasting Basement, де Педро – псевдонім Гарньє.
Але навіть на цьому Лоран не зупинився. Два місяці на Ібіці (Іспанія) існувала піратська радіостанція FU FM, що мовила на весь острів з однієї з вілл.

Протягом останніх двох років Гарньє, окрім власної інтернет-радіостанції, має власне щотижневе радіо-шоу "It Is What It Is", яке мовить у Франції (Le Mouv), Бельгії (Pure FM), Швейцарії (Couleur 3) та Малі (La Chaine 2). Шоу виходить кожної неділі з 21 до 22 години.

## Лоран Гарньє як композитор
Лоран Гарньє має величезну колекцію вінілових платівок – понад 45 тисяч екземплярів. Його називають хрещеним батьком французької електроніки. У ній немає вокалу, що знищує мовний бар'єр, тому об’єми продажів цієї музики можна порівняти з французькою кіноіндустрією.

Окрім альбомів та синглів, Гарньє також виступив композитором для кіно, телебачення і театру. Він написав музику для фільму «Go Home», анімаційної стрічки «Globi» та «The Stolen Shadows». У 2010 р. створив музику для французького телешоу «Groland». Лорен також писав музику для балету «Апокаліпсис» хореографа Анжелена Прельжокажа та Марі-Клод Пьєтрагалли.

Лоран Гарньє завжди дає живі виступи. Під час свого останнього туру музикант дав близько ста концертів за 18 місяців. Восени 2010 р. з'явилась група Laurent Garnier Live, до складу якої входять, окрім Лорана як діджея, Беджамін Ріпперт (Benjamin Rippert) та Scan X. Вони пропонують нову платформу для імпровізації, де змішують техно, джаз, хауз, брейкбіт, даб та дабстеп. Цей експериментальний проект живої музики поєднує органічне та електронне звучання. З проектом LBS (Live Booth Sessions) тріо брало участь у фестивалі Звук ночі в Ліоні, де вони програли чотиригодинний сет.
На початку 2011 р. Лоран Гарньє був єдиним французом серед 35 міжнародних діджеїв, які номінувались на звання «найкращий діджей всіх часів» за версією англійського журналу Mixmag.

## Лоран Гарньє в Росії
В Україні Лоран Гарньє вже був декілька разів. Він виступав в арт-центрі Closer. П’ять разів відвідав Росію. Вперше він виступив у Москві у 1993 р. на заході «Mobile». 1 липня 2001 р. на підтримку альбому «Unreasonable Behaviour» він відіграв у московському клубі «Город». Втретє музикант був у Москві у жовтні 2005 р., коли презентував «Електрошок». У клубі «Город» він виступив з шестигодинним міксом і шестигодинним сетом на афтер-паті у клубі «De la Guarda».
17 липня 2009 р., на десятиріччя рейва FortDance, який пройшов у Москві, Гарньє провів живий виступ у клубі «Gaudi».

Останній раз Лоран Гарньє відвідав Москву 4 вересня 2010 р. У Рік Франції в Росії він виступив як посол французької музики на Луб'янській площі під час святкування Дня міста. Через десять днів музика Гарньє звучала у Большом театрі на світовій прем’єрі балету «Апокаліпсис» Анжелена Прельжокажа.

## Дискографія
• «Shot In The Dark» (1994, F-Communications)
• «30» (1997, F-Communications)
• «Unreasonable Behaviour» (2000, F-Communications)
• «The Cloud Making Machine» (2005, F-Communications)
• «Retrospective» (2006, F-Communications)
• «Public Outburst» (2007, F-Communications)
• «Tales Of A Kleptomaniac» (2009, PIAS Recordings)